# Andrea Zemanová
Andrea Zemanová (ur. 17 stycznia 1993 we Vrchlabí) – czeska narciarka dowolna, specjalizująca się w skicrossie. W 2014 roku wystartowała na igrzyskach olimpijskich w Soczi, gdzie zajęła 21. miejsce. Była też między innymi czternasta na mistrzostwach świata w Kreischbergu w 2015 roku. Najlepsze wyniki w Pucharze Świata, osiągnęła w sezonie 2014/2015, kiedy to zajęła 41. miejsce w klasyfikacji generalnej, a w klasyfikacji skicrossu była jedenasta.

## Osiągnięcia

### Igrzyska olimpijskie
| Miejsce | Dzień     | Rok  | Miejscowość | Konkurencja | Zwycięzca         |
| ------- | --------- | ---- | ----------- | ----------- | ----------------- |
| 21      | 21 lutego | 2014 | Soczi       | Skicross    | Marielle Thompson |

### Mistrzostwa świata
| Miejsce | Dzień       | Rok  | Miejscowość | Konkurencja | Zwycięzca        |
| ------- | ----------- | ---- | ----------- | ----------- | ---------------- |
| 14.     | 25 stycznia | 2015 | Kreischberg | Skicross    | Andrea Limbacher |

### Puchar Świata

#### Miejsca w klasyfikacji generalnej
- sezon 2013/2014: 119.
- sezon 2014/2015: 41.
- sezon 2015/2016: 74.
- sezon 2016/2017:

#### Miejsca na podium w zawodach
1. Åre – 15 lutego 2015 (skicross) – 2. miejsce